# Karsbach
Karsbach è un comune tedesco di 1 847 abitanti, situato nel circondario del Meno-Spessart nel distretto della Bassa Franconia nel land della Baviera.